# Operation Baytown
Operation Baytown var en del af de allieredes invasion af Italien under 2. verdenskrig den 3. september 1943.
Operationen bestod af landgange fra havet af den britiske 13th Army Corps fra den britiske 8th Army ved Reggio di Calabria. Det gav de allierede styrker fodfæste på Italiens "tå".
Operation Baytown blev efterfulgt af operation Slapstick og operation Avalanche.